# سكوطية

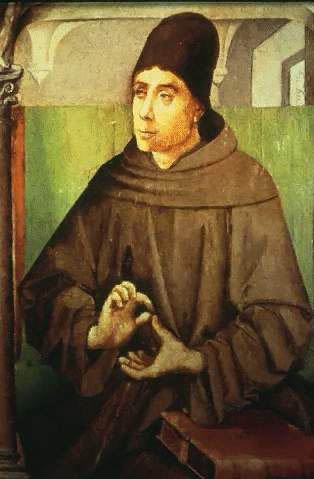
دانز سكوطس.

السكوتية (بالإنجليزية: Scotism)‏ هي الاسم الذي يطلق على النظام أو المدرسة الفلسفية واللاهوتية التي سُمّيت باسم الفيلسوف اللاهوتي جون دانز سكوتس. أصل الكلمة من اسم مبتكرها الذي كتب «أُبّوس أوكسونينس»، وهي واحدة من أكثر الوثائق أهميةً في فلسفة العصور الوسطى واللاهوت الكاثوليكي الروماني، محددةً ما سيُعلن عنه لاحقًا «عقيدة الحبل بلا دنس» من قبل البابا بيوس التاسع في عُرف إينيفابيليس ديوس في 8 ديسمبر عام 1854.

## التطور
تطورت السكوتية من المدرسة الفرانسيسكانية القديمة التي سيطرت على اللاهوت خلال العصور الوسطى. اتبعت مدرسة الفكر هذه في البداية فلسفة أوغسطين التي هيمنت على اللاهوت في ذلك الوقت.
وجد سكوتس أن المعطيات قد مهدت بالفعل للنزاع مع أتباع الأكويني. استفاد من الفلسفة الأرسطية مجانًا، ولكن تعرّض لانتقادات حادة عند تطبيقها، وفي نقاط هامة التزم بتعاليم المدرسة الفرانسيسكانية الأقدم، خاصة في ما يتعلق بتعدد الأشكال أو الأرواح، والمسألة الروحية للملائكة والأرواح، إلخ...، حيث حارب بفعالية الأكويني. تعتبر السكوتية، أو ما يعرف بالمدرسة الفرانسيسكانية الأخيرة، مجرد استمرار أو مزيد من التطور للمدرسة القديمة، مع قبول أوسع، ولكن ليس شاملًا للأفكار الأرسطوطاليسية (أو المشّائية). يمكن التعبير عن الفرق بين التوماوية والسكوتية عبر القول إنه بالرغم من اشتقاق كليهما من الأرسطوطاليسية الأفلاطونية المحدثة الإسلامية، فأن التوماوية أقرب إلى الأرسطوطاليسية الأرثوذكسية لموسى بن ميمون وابن رشد وابن سينا، بينما تعكس السكوتية النزعة الأفلاطونية بالعودة إلى ابن جابيرول وإخوان الصفا وكتاب الأسباب وبرقلس وحتى أفلوطين.
في ما يتعلق بعلاقة هذه المدارس مع بعضها البعض، أو علاقة سكوتس بألكسندر هالس وسانت بونافنتور، راجِعْ عمل فليميش ريكوليكت وماثياس هاوزر. من الملحوظ في حين أصبحت التوماوية الفلسفة الرسمية للكنيسة، ساد تأثير سكوتس على عدد من النقاط المهمة، ليس أقلها عقيدة الحبل بلا دنس.

## النزاعات العقائدية داخل الكنيسة الكاثوليكية
الاسمانية (المذهب الإسمي) أقدم من السكوتية، لكن إعادة إحيائها في الفسلفة الأوكامية قد يُعزى إلى المبالغة في جانب واحد لبعض المتقرحات الخاصة بالسكوتية. التمسك بشكليات السكوتية هو المعاكس (المقابل) المباشر للاسمانية، وكان السكوتيون مؤيدين للتوماويين في مجابهة الآخرين؛ كان أوكام بذاته معارضًا بشدة للسكوتية. عرّف مجلس ترينت العقيدة (المبدأ) بأنها سلسة من العقائد المؤكّد عليها خاصة من قبل السكوتيين (مثل حرية الرأي، التعاون الحر مع النعمة، إلخ...). في نقاط أخرى، أُطِّرت الشرائع عن قصد بشكل لا تؤثّر فيه على السكوتية (على سبيل المثال أن الرجل الأول كان مؤسسًا للقداسة والعدالة). وقد تم ذلك أيضًا في مجلس الفاتيكان. ساهم السكوتيون بدور صغير في الجدل التوماوي-المولينيستي في ما يتعلق بالمعرفة المسبقة من الله، والأقدار، وعلاقة النعمة بالإرادة الحرة. إمّا أيدوا أحد الأطراف، أو اتخذوا موقفًا محايدًا، رافضين كلًا من التحديد المسبق للأقدار للتوماويين وللملويين. يدرك الله المستقبل الحر على حقيقته، ويؤمّن حكمًا بإرادته، ولا يتحكم  بإرادتنا الحرة، وإنما يرافقها فقط.

## التقليد اليسوعي
تبنّى الفلاسفة واللاهوتيون اليسوعيون سلسة من المقترحات السكوتية. رفضت السلطات لاحقًا جزءًا كبيرًا من هذه المقترحات وأُسيء فهم سلاسل أخرى من المقترحات حتى من قبل اللاهوتيين الكاثوليك، ثم رُفِض بعد هذا الحس الخاطئ، على سبيل المثال مذهب توحيد الوجود، القبول بمزايا المسيح والإنسان معًا (أي الكلمات التي تصف المسيح تنطبق ذاتها على الإنسان)، إلخ..
قُبلت العديد من المقترحات الأخرى، أو على الأقل فُضّلت من قبل عدد كبير من الطلاب الكاثوليك، ومن بينها مقترحات عديدة من علم النفس: على سبيل المثال أن قوى الروح ليست مجرد حوادث طبيعية وضرورية للروح، وأنها ليست مميزة حقًا عن جوهر الروح أو عن بعضها البعض، إلخ..
أخذوا أيضًا من السكوتية العديد من المقترحات المتعلقة بمذهب الملائكة.

## التأثير على الفلسفة واللاهوت
مارست السكوتية تأثيرًا على تطور الفلسفة واللاهوت؛ أهميتها ليست سلبية بحتة كما هو مصرّح عنها غالبًا، بمعنى أنها لا تحوي فقط حقيقة أنها مارست انتقادات على توماس الأكويني والمدرسة التوماوية.
غالبًا ما حاولوا مقارنة تعاليم السكوتيين مع تعاليم الأكويني، على سبيل المثال، في عمل هاوزر المذكور بالأعلى في نهاية المجلد الأول؛ من قبل سارنانو (كوستانزو تورّي، وكونزيلياتو أومنيوم كونتروفيسياروم، إلخ.) (–1589). في كثير من الحالات، تكون الاختلافات بمعظمها في المصطلحات، والتسوية ممكنة في حال أكّد أحد ما على أجزاء معينة لدى سكوتس أو الأكويني وتجاوز الأجزاء الأخرى أو أزالها. ومع ذلك، تبقى هناك بعض التناقضات في عدد من النقاط.
بشكل عام، وجدت السكوتية أنصارها ضمن الرهبانية الفرانسيسكانية؛ من المؤكد أن معارضة الدومينيكيين، أي الأكويني، جعلت العديد من أعضاء تلاميذ الرهبانية في سكوتس. ومع ذلك، لا يعني هذا أنه يجب اعتبار أساس وتطور السكوتية نتاج التنافس بين هذين الأخويتين. حتى الأكويني وجد في البداية عددًا قليلًا من المعارضين لأخويته، إذ لم يتبعه جميع تابعيه الدومينيكيين في كل شيء (على سبيل المثال: دوراندوس سانت بورسين).
كانت مذاهب السكوتية مدعومة أيضًا من قبل العديد من الأقليات. علاوةً على ذلك، لم تجد السكوتية عددًا قليلًا من المؤيدين بين الأساتذة العلمانيين والأخويات الدينية الأخرى (مثل الأوغسطينيين، السيرفيتس، إلخ..)، خصوصًا في إنجلترا وأيرلندا وإسبانيا. من بين الأقليات التي أيّدت المذهب السكوتي، يبدو أن الأديرة التزمت الولاء بإخلاص للسكوتية، لا سيما في جامعة بادوا، حيث حاضر العديد من المعلمين المحترمين.

## ظهور المدرسة السكوتية
لا يمكن التحدث عن مدرسة سكوتية خاصة إلا في نهاية القرن الخامس عشر أو بداية القرن السادس عشر. جُمعت أعمال المعلم بعد ذلك وطُبعت بعدة إصدارات وعُلّق عليها، وما إلى ذلك. منذ عام 1501، نجد أيضًا العديد من لوائح الفصول العامة تنصح أو توصي بشكل مباشر بالسكوتية كطريقة لتعليم الرهبنة.
يبدو أن السكوتية قد حققت أكبر شعبية لها في بداية القرن السابع عشر؛ خلال القرنين السادس عشر والسابع عشر وجدنا أيضًا كراسي سكوتية خاصة على سبيل المثال في باريس وروما وكويمبرا وسالامانكا وألكالا وبادوَا وبافيا. في القرن الثامن عشر، كان ما يزال لديها متابعة هامة، ولكن في القرن التاسع عشر عانت من انخفاض كبير. أحد الأسباب وراء ذلك هو الكبت المتكرر للأخويات في كل دولة تقريبًا، في حين أن التوصية بتعاليم القديس توماس من قبل العديد من البابوات لا يمكن أن تكون مؤيدة للسكوتية.
أُكّد أيضًا الكنيسة الكاثوليكية قد غفرت للسكوتية، ولكن هذا التصريح بديهيًا غير محتمل في ما يتعلق بالمدرسة التي لم يُلَم أي اقتراح بشأنها، والتي ينتمي إليها الكثير من الرجال الموقرين (الأساقفة والكرادلة والباباوات والقديسين)، وما تزال أقل احتمالًا في ضوء الموافقة على مختلف القوانين العامة (التي تتكرر كثيرًا حتى يومنا هذا)، والتي توصي بالسكوتية بأقل تقدير. في المرسومين، لم يُوصِ ليو الثالث عشر وبيوس العاشر بالقديس توماس وحده، بل أيضًا بالتمسك الشديد بالتعاليم التقليدية بشكل عام، وهذا يشمل أيضًا المدرسة السكوتية.

## السكوتيون
معظم السكوتيون هم فلاسفة ولاهوتيون. شمل السكوتيون البارزون في القرن الرابع عشر أنتونيوس أندريا وفرانسيس مايرون (نحو 1280-1328) مؤلف كتاب تراكتاتوس دو ترانسينديتياس.

### القرنان الخامس عشر والسادس عشر
شمل السكوتيون في القرن الخامس عشر اثنين من البابوات، ألكسندر الخامس وسيكستوس الرابع، والناخب فريدريك الثالث من ساكسونيا وأنجيلوس شيفاسو. كان عمل الأخير في اللاهوت السكوتي سيّئ السمعة لدرجة أنه أُحرق علنًا من قبل مارتن لوثر.
من بين أبرز السكوتيين في القرن السادس عشر بول سكريبتوريس، وهو أستاذ مشهور في جامعة توبنغن، وأنطونيو ترومبيتا رئيس أساقفة أثينا.

### القرنان السابع عشر والثامن عشر
من بين العديد من الأسماء التي قد نذكرها:
- أنجيلو ڤولبيس (ڤولب) (توفي عام 1647) الذي كتب سوما وكومن. وهي لاهوت سكوتي في اثني عشر مجلدًا.
- لوقا وادينغ (توفي عام 1657)، وهو مؤرخ مشهور، نقّح مع أيرلنديين آخرين في كلية إس. إيزيدور في روما الأعمال الكاملة لسكوتوس (12 مجلدًا، ليون، 1639).
- لامبرتوس لامبريشت (نحو 1696)، ويُدعى سكوتس ڤييناس.
- الكاردينال لورينزو برانكاتي دي لوريا (توفي عام 1693)، والذي حظي بتفضيل كبير من قبل العديد من الباباوات.[3]
- فرانسيسكو ماسيدو (المتوفى عام 1681)، وهو برتغالي وأستاذ في بادوفا، ويقال إنه قد ألّف أكثر من مئة كتاب، واشتُهر بمناظراته العامة.
- كلود فراسين (توفي عام 1711)، الذي كان أستاذًا مشهورًا في جامعة السوربون لمدة ثلاثين عامًا، وألّف كتابًا بعنوان «سكوتس أكاديميكوس سيو يونيفيرسا ثيو سكوتي».
- بارثولومايس دوراندوس (بارتيليمي دوراند)[4] (توفي عام 1720)، الذي ألّف كتاب كليبيوس سكوتيستيكاي ثيولوجيا العظيم.

### القرن التاسع عشر
في القرن التاسع عشر، على الرغم من الاحتفاظ بالسكوتية في المدارس الرهبانية الفرانسيسكانية وفقًا للقوانين، لم يكن هناك سوى القليل من الأعمال في التقاليد السكوتية، وعلى أي حال لم يكن أي منها مشهورًا.

### القرن العشرون والقرن الحادي والعشرون
على الرغم من أن استخدام مصطلح السكوتية قد أصبح قديمًا بعض الشيء، يمكن رؤية العديد من اللاهوتيين المعاصرين كما في التقليد السكوتي، خاصة من بين الرهبان الفرانسيسكانيين، مثل كينان أسبورن «أُو إف إم» ودانيال هوران «أُو إف إم».
سعت العديد من المشاريع الحديثة، مثل مشروع سكوتس لـ«سي يو إيه» واللجنة الدولية السكوتية في روما ولجنة التعاليم الفكرية الفرانسيسكانية لمؤتمر المتحدثين باللغة الإنكليزية في «أُو إف إم»، إلى زيادة الوعي بدونس سكوتس والسكوتية في اللاهوت المعاصر. وجدت السكوتية أيضًا مكانًا بين الأنجلو-كاثوليكيين، بمن فيهم ريتشارد كروس وتوماس ويليامز، بالإضافة إلى التأثير على البروتستانت مثل وليام لين كريج.